# ヘルメスカイル
ヘルメスカイル (独: Hermeskeil) はドイツ連邦共和国 ラインラント＝プファルツ州トリーア＝ザールブルク郡の市。ヘルメスカイル連合自治体 (独: Verbandsgemeinde Hermeskeil) の行政庁所在地となっている。
フンスリュック山地、トリーアの南東約25 kmに位置する。古い機関車庫（Bahnbetriebswerk Hermeskeil）は、現在はドイツの蒸気機関車の博物館となっている。
ヘルメスカイル航空機博物館には、100機以上の航空機が展示してあり、ヨーロッパにあるこの種の民間の博物館としては最大級の博物館である。
2009年には、紀元1世紀のガリアの墳墓がヘルメスカイル近郊で発見されている。

## 姉妹都市
- サン＝ファルゴー（Saint-Fargeau）（フランス 1975年から）
- ヘル（Hel）（ポーランド 2002年から）